# Mike Massé

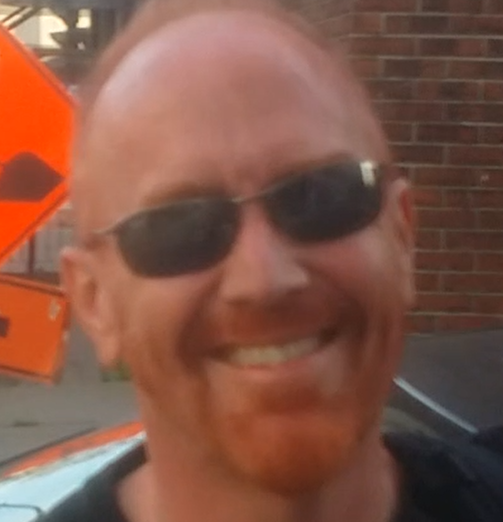
Mike Massé (2019).

Mike Massé (13 januari 1970) is een Amerikaanse muzikant die covers maakt van klassieke rocknummers.

## Muziek
In 1993 begon Massé met zijn optredens in de Pie Pizzeria. Sinds 2008 post hij opnames van deze optredens – die een paar keer per maand plaatsvinden – op zijn YouTube-kanaal. De meest bekeken video is de cover van Toto’s ‘Africa’ die Massé samen met bassist Jeff Hall heeft gemaakt. In een interview heeft de keyboardspeler van Toto, Steve Porcaro, deze versie van het nummer zijn favoriete cover genoemd.
Via Massés YouTube-kanaal hebben de voormalige bandleden van de band Boston, Barry Goudreau en Sib Hashian, Massé benaderd. Zij hebben hem meerdere keren uitgenodigd om samen met hen op te treden als zanger.

## Studie

### Muziek
Mike Massé heeft een opleiding tot opnametechnicus gevolgd aan de Brigham Young Universiteit. Massé speelde tijdens zijn studie in verschillende bands samen met Jeff Hall.

### Rechten
Massé heeft rechten gestudeerd en heeft jaren gewerkt als advocaat in Salt Lake City.

## Geldinzamelingsactie
In juli 2012 kreeg het gezin van Massé te horen dat zoon Noah een agressieve hersentumor had. Om geld in te zamelen voor Noahs behandeling postte Massé een cover van het nummer ‘Let it be’ van The Beatles op zijn Youtube-kanaal.
De Nederlandse website Dumpert had al eerder Massé’s cover van ‘Africa’ gepost en deed dit ook met ‘Let it be’. Hierdoor kwam het nummer op nummer 1 in de iTunes Single Chart van Nederland te staan.
Het nummer kwam tevens in de Top 40 terecht. Om het Nederlandse publiek te bedanken voor alle steun heeft Massé een groene Dumpert-sticker op zijn Martin-gitaar geplakt. Zijn zoontje genas van zijn hersentumor.